# Priest Hutton
Priest Hutton – wieś w Anglii, w hrabstwie Lancashire, w dystrykcie Lancaster. Leży 84 km na północny zachód od miasta Manchester i 342 km na północny zachód od Londynu. W 2001 miejscowość liczyła 177 mieszkańców.